# Hamza Abdi Barre
Hamza Abdi Barre (ur. 10 października 1974 w Kismaju lub 11 września 1981 w Birkot) – somalijski polityk, premier Somalii od 26 czerwca 2022 roku.

## Życiorys

### Kwestia daty i miejscy urodzenia
Według somalijskiego dowodu osobistego Hamza Abdi Barre urodził się 10 października 1974 roku w somalijskim Kismaju, a według paszportu etiopskiego urodził się 11 września 1981 roku w miejscowości Birkot w Etiopii.

### Kariera polityczna
Hamza Abdi Barre jest współzałożycielem Uniwersytetu Kismayo, jednocześnie będąc wykładowcą na Uniwersytecie w Mogadiszu. W latach 2011–2017 był sekretarzem generalnym rządzącej partii. 26 czerwca 2022 roku został mianowany przez prezydenta Hassana Sheikha Mohamuda premierem Somalii. We wrześniu 2023 roku złożył wizytę w Minnesocie.